# Índice Internacional de Nombres de las Plantas
El Índice Internacional de Nombres de las Plantas (en inglés, International Plant Names Index o IPNI) es, según la definición que aparece en la propia página web, una base de datos que "proporciona información de nomenclatura (ortografía, autor, tipos, fecha y lugar de primera publicación) para los nombres científicos de las plantas vasculares, desde su familia hasta los rangos infraespecíficos".
Su objetivo es eliminar la necesidad de repetir, en las publicaciones científicas, información sobre las distintas denominaciones de las especies. Los datos reunidos son de libre acceso y progresivamente estandarizados y comprobados. Este índice no es completo y en él llegan a aparecer nombres con errores de ortografía. En él se incluyen nombres de especies, clases y familias. Para los nombres recientes incluye también nombres de rango infraespecífico.
Las abreviaturas de los autores también se estandarizan y siguen las directrices del libro de Richard Kenneth Brummitt y C. Emma Powell, Authors of Plant Names (1992).

## Descripción
El IPNI es el resultado de la colaboración entre tres instituciones: el Real Jardín Botánico de Kew, Herbarios de la Universidad de Harvard y el Herbario Nacional Australiano.
Los enlaces a protologos que proporciona el INPI vinculan a diferentes artículos en línea o documentos digitalizados de la Biblioteca del Patrimonio de la Biodiversidad (Biodiversity Heritage Library), así como a direcciones de datos taxonómicos (sinonimia y distribución nativa) a través del sitio Plants of the World Online.